# Pupluna

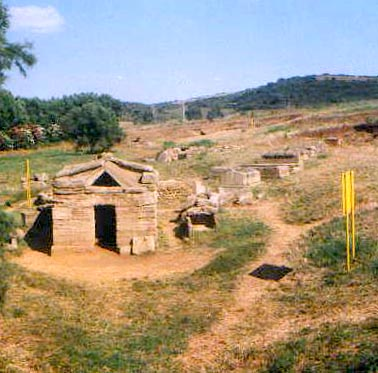
Vestiges de Pupluna.

Pupluna est un site étrusque de Toscane. Sous la domination étrusque, il s'agissait d'une ville très peuplée, puissante par l'industrie et le commerce, dont le site est devenu ensuite celui de la ville de Populonia. 
D'après les historiens, le mot étrusque « Pupluna » a la même signification que le mot « mines » en français : c'est la ville des mines et des métaux.

## Description et archéologie
Le périmètre de ses murs pélagiques couvre une étendue considérable, et les restes d'objets d'arts qu'on a trouvés sous ses ruines attestent une civilisation très développée. Pupluna jouissait avec Volterra du droit de battre monnaie pour l'ensemble de la dodécapole étrusque. Ses monnaies sont presque toutes à l'effigie de Vulcain, qui personnifie le travail des métaux dans le paganisme antique et, pour mieux expliquer encore ce que la tête du dieu forgeron signifie[pas clair] : dans ce cas, les monnaies de Pupluna portent pour symboles : le marteau, l'enclume et les tenailles. 
Elle est la seule ville de la dodécapole étrusque située sur la mer. C’était également le plus grand centre sur la mer Méditerranée spécialisé dans la fonte du fer du minerai extrait sur l’île d'Elbe voisine.
C'est là qu'arrivaient les masses de métal, qui pouvaient ainsi être vendues ou bien travaillées dans les grands ateliers construits à cet effet. La céramique, par contre, était importée des autres villes étrusques.